# هيكوري فلات (مسيسيبي)
هيكوري فلات (بالإنجليزية: Hickory Flat, Mississippi)‏ هي بلدة تقع في مقاطعة بينتون (ميسيسيبي) بولاية مسيسيبي في الولايات المتحدة. تبلغ مساحتها 2.5 (كم²)، وترتفع عن سطح البحر 129 م، بلغ عدد سكانها 601 نسمة في عام 2010 حسب إحصاء مكتب تعداد الولايات المتحدة وتصل الكثافة السكانية فيها 242.3 نسمة/كم2.

## التركيبة السكانية
حدّد مكتب تعداد الولايات المتحدة بيانات التركيبة السكانية لهيكوري فلات في تعداد الولايات المتحدة. في ما يلي، التركيبة السكانية حسب تعدادي 2000 و2010.

### تعداد عام 2000
بلغ عدد سكان هيكوري فلات 565 نسمة بحسب تعداد عام 2000، وبلغ عدد الأسر 221 أسرة وعدد العائلات 161 عائلة مقيمة في البلدة. في حين سجلت الكثافة السكانية 227.8 نسمة لكل كيلومتر مربع (590.0/ميل2). وبلغ عدد الوحدات السكنية 242 وحدة بمتوسط كثافة قدره 97.6 لكل كيلومتر مربع (252.8/ميل2).
وتوزع التركيب العرقي للبلدة بنسبة 86.19% من البيض و12.74% من الأمريكيين الأفارقة و0.71% من الأمريكيين الأصليين و0.35% من عرقين مختلطين أو أكثر و0.18% من الهسبانيون أو اللاتينيون من أي عرق.
بلغ عدد الأسر 221 أسرة كانت نسبة 40.3% منها لديها أطفال تحت سن الثامنة عشر تعيش معهم، وبلغت نسبة الأزواج القاطنين مع بعضهم البعض 54.8% من أصل المجموع الكلي للأسر، ونسبة 13.6% من الأسر كان لديها معيلات من الإناث دون وجود شريك،  بينما كانت نسبة 4.5% من الأسر لديها معيلون من الذكور دون وجود شريكة وكانت نسبة 27.1% من غير العائلات. تألفت نسبة 25.3% من أصل جميع الأسر من عدة أفراد يعيشون في نفس المنزل ونسبة 13.6% كانت تتألف من شخص يعيش بمفرده يبلغ من العمر 65 عاماً أو أكثر. وبلغ متوسط حجم الأسرة المعيشية 2.56، أما متوسط حجم العائلات فبلغ 3.06.
بلغ العمر الوسطي للسكان 30.6 عاماً. وكانت نسبة 29.2% من القاطنين تحت سن الثامنة عشر، وكانت نسبة 12.4% بين الثامنة عشر والرابعة والعشرين عاماً، ونسبة 27.1% كانت واقعةً في الفئة العمرية ما بين الخامسة والعشرين والرابعة والأربعين عاماً، ونسبة 17.7% كانت ما بين الخامسة والأربعين والرابعة والستين، ونسبة 13.6% كانت ضمن فئة الخامسة والستين عاماً فما فوق. يوجد لكل 100 أنثى 78.8 ذكر، ويوجد لكل 100 أنثى في الثامنة عشر من عمرها فما فوق 76.2 ذكر.
بلغ متوسط دخل الأسرة في البلدة 24,141 دولارًا، أما متوسط دخل العائلة فبلغ 30,385 دولارًا. وكان متوسط دخل الذكور 27,321 دولارًا مقابل 18,438 دولارًا للإناث. وسجل دخل الفرد الخاص بالبلدة 12,392 دولارًا. وكانت نسبة 18.4% من العائلات ونسبة 17.4% من السكان تحت خط الفقر، وكان من هؤلاء نسبة 16.2% تحت سن الثامنة عشر ونسبة 10.7% في الخامسة والستين من العمر وما فوق.

### تعداد عام 2010
بلغ عدد سكان هيكوري فلات 601 نسمة بحسب تعداد عام 2010، وبلغ عدد الأسر 228 أسرة وعدد العائلات 158 عائلة مقيمة في البلدة. في حين سجلت الكثافة السكانية 242.3 نسمة لكل كيلومتر مربع (627.6/ميل2). وبلغ عدد الوحدات السكنية 254 وحدة بمتوسط كثافة قدره 102.4 لكل كيلومتر مربع (265.2/ميل2).
وتوزع التركيب العرقي للبلدة بنسبة 80.87% من البيض و16.47% من الأمريكيين الأفارقة و0.67% من الأعراق الأخرى و2% من عرقين مختلطين أو أكثر و1.50% من الهسبانيون أو اللاتينيون من أي عرق.
بلغ عدد الأسر 228 أسرة كانت نسبة 37.7% منها لديها أطفال تحت سن الثامنة عشر تعيش معهم، وبلغت نسبة الأزواج القاطنين مع بعضهم البعض 44.7% من أصل المجموع الكلي للأسر، ونسبة 21.5% من الأسر كان لديها معيلات من الإناث دون وجود شريك،  بينما كانت نسبة 3.1% من الأسر لديها معيلون من الذكور دون وجود شريكة وكانت نسبة 30.7% من غير العائلات. تألفت نسبة 24.1% من أصل جميع الأسر من عدة أفراد يعيشون في نفس المنزل ونسبة 11.8% كانت تتألف من شخص يعيش بمفرده يبلغ من العمر 65 عاماً أو أكثر. وبلغ متوسط حجم الأسرة المعيشية 2.64، أما متوسط حجم العائلات فبلغ 3.17.
بلغ العمر الوسطي للسكان 33.4 عاماً. وكانت نسبة 29.6% من القاطنين تحت سن الثامنة عشر، وكانت نسبة 8% بين الثامنة عشر والرابعة والعشرين عاماً، ونسبة 27.5% كانت واقعةً في الفئة العمرية ما بين الخامسة والعشرين والرابعة والأربعين عاماً، ونسبة 21.1% كانت ما بين الخامسة والأربعين والرابعة والستين، ونسبة 13.8% كانت ضمن فئة الخامسة والستين عاماً فما فوق. وتوزع التركيب الجنسي للسكان بنسبة 46.4% ذكور و53.6% إناث.

## وصلات خارجية
- The US50 - Cities and Towns in Mississippi State
- Mississippi Cities and Towns, Facts, Map, Flag, Colleges, Government, and More